# Francis Buekenhout
Francis Buekenhout (* 23. April 1937 in Ixelles/Elsene bei Brüssel) ist ein belgischer Mathematiker.

## Leben und Werk
Francis Buekenhout beschäftigt sich vorwiegend mit den Grundlagen der Geometrie und dort besonders mit Buildings. Er studierte an der Universität Brüssel (ULB) bei Jacques Tits und Paul Libois, dort promovierte er 1966 über Ovale. Er führte den Begriff Quadratische Menge (Ensembles quadratiques) ein, der den analytischen Begriff Projektive Quadrik mit synthetischen Mitteln, also allein durch Inzidenz- und Reichhaltigkeitseigenschaften definiert, nachbildet.
Zusammen mit seinem Lehrer Tits entwickelte er mit den Diagramm-Geometrien Begriffe, die von den konkreten Axiomensystemen einer projektiven oder affinen Geometrie weitgehend abzusehen erlauben und diese und viele andere Inzidenzgeometrien in einen gemeinsamen Rahmen stellen. Die Diagramm-Geometrien werden ihren Erfindern zu Ehren auch als Buekenhout-Tits-Geometrien bezeichnet.
An der ULB war er von 1960 bis 1969 als Assistent von Libois tätig. Von 1969 bis 1998 war er außerordentlicher, von 1977 bis zu seiner Emeritierung 2002 ordentlicher Professor. Er ist seit Mai 2002 Mitglied der Académie royale des Sciences, des Lettres et des Beaux-Arts de Belgique und gewann im Jahr 1982 den Prix François Deruyts dieser Akademie.
Buekenhout hat im Jahr 1976 die belgische Mathematik-Olympiade mitbegründet und diese von 1976 bis 1987 organisiert.

## Schriften von Buekenhout
- Etude intrinsèque des ovales. In: Rendiconti di Mat. Band 25, 1966, S. 1–61 (thèse de doctorat).
- Ensembles quadratiques des espaces projectifs. In: Math.Zeit. Band 110, 1969, S. 306–318.
- Francis Buekenhout (Hrsg.): Handbook of Incidence Geometry. North Holland, 1995, ISBN 978-0-444-88355-1.